# Holocén naptár
A holocén naptár egy időszámítási rendszer, melynek működése hasonló az asztronomikus időszámításhoz, azzal a különbséggel, hogy 10 000-et ad az évek számához. Így az Emberi Kor (EK) első évét (az emberi civilizáció kezdetét) a holocén kor kezdetére próbálja helyezni (az utolsó jégkorszak vége után), megkönnyítve a geológiai, archeológiai, dendrokronológiai és történelmi dátumok tolmácsolását.
A Gergely-naptár szerinti négyjegyű éveket a legkönnyebben úgy lehet átalakítani holocén naptár szerinti évekké, ha egyszerűen egy 1-est írunk az év elé (így pl. 2010-ből 12010 EK lesz). Az Emberi Kort először Cesare Emiliani javasolta 1993-ban.

## Motiváció
Cesare Emiliani javaslata megpróbálta megoldani az Anno Domini korszak problémáját, amelyen a jelenlegi Gergely-naptár alapszik. A fő gondok:
- Az Anno Domini korszak Jézus feltehető születésekor kezdődik. A korszak keresztény vonatkozásai sértőek lehetnek a nem-keresztények számára.[4]
- Több bibliakutató egyetért, hogy Jézus az 1-es év előtt születhetett. Ezért a naptár pontatlan keresztény szempontból.
- Nincs 0-dik év, az i. e. 1-es évet rögtön i. sz. 1 követi.
- Az i. e. évek hátrafelé számlálók, így i. e. 44 i. e. 250 után van. A holocén naptár megkönnyíti az időszámítást e szempontból.

## Átalakítás
A Julián vagy a Gergely-naptár i. sz. évei átalakíthatóak úgy, hogy 10 000-et adunk az évek számához. Az i. e. éveket úgy alakítjuk át, hogy 10 001-ből kivonjuk az év számát.
| Események | Julián vagy Gergely-évek              | Holocén Kor Emberi Kor |
| A pleisztocén kor vége, az összes kontinens (kivéve az Antarktisz) benépesítve, földművelés és állattenyésztés kezdete | i. e. 10 000 körül                    | 1 EK körül             |
| Legrégebb várfal építése (Jerikó)                                                                                      | i. e. 9000 körül                      | 1001 EK körül          |
| A Jōmon kor kezdete | i. e. 7500 körül                      | 2501 EK körül          |
| A 8,2 ka esemény történése                                                                                             | i. e. 6200 körül                      | 3801 EK körül          |
| A réz felfedezése a Közel-Keleten. A rézkorszak kezdete.                                                               | i. e. 6000 körül                      | 4001 EK körül          |
| A 0-dik Julián dátum                                                                                                   | i. e. 4713. január 1. (déltől kezdve) | 5288 EK                |
| Az Ussher krónika szerint a világ teremtésének napja                                                                   | i. e. 4004. október 23.               | 5997 EK                |
| Az 5,9 ka esemény kezdete                                                                                              | i. e. 3900 körül                      | 6101 EK körül          |
| Narmer vagy Meni, az egyesített Egyiptom első fáraója                                                                  | i. e. 3100 körül                      | 6901 EK körül          |
| Az Indus-völgyi civilizáció kezdete                                                                                    | i. e. 3000 körül                      | 7001 EK körül          |
| Az első egyiptomi piramis építése                                                                                      | i. e. 2611                            | 7390 EK                |
| A Hszia-dinasztia kezdete Kínában                                                                                      | i. e. 2100 körül                      | 7901 EK körül          |
| Mózes kivezeti a zsidókat Egyiptomból az Ótestamentum szerint                                                          | i. e. 1255 körül                      | 8746 EK körül          |
| Róma alapítása | i. e. 753                             | 9248 EK                |
| II. Kürosz, Ansan és Perzsia uralkodója                                                                                | i. e. 559                             | 9442 EK                |
| Nagy Sándor halála; I. Ptolemaiosz Szótér Egyiptom fáraója lesz                                                        | i. e. 323                             | 9678 EK                |
| Asóka birodalma Indiában                                                                                               | i. e. 273                             | 9728 EK                |
| Kína egyesítése a Csin-dinasztia alatt                                                                                 | i. e. 221                             | 9780 EK                |
| Karthágó megsemmisítése és az ókori Makedónia leigázása a rómaiak által                                                | i. e. 146                             | 9855 EK                |
| Kleopátra öngyilkossága és a Ptolemaida-dinasztia vége.                                                                | i. e. 30. augusztus 12.               | 9971 EK                |
| Augusztus a Római Birodalom első császára                                                                              | i. e. 27. január 16.                  | 9974 EK                |
| Jézus Krisztus születése                                                                                               | i. e. 5                               | 9996 EK                |
| Heródes halála | i. e. 4, március vagy április         | 9997 EK                |
| A Krisztus előtti kor utolsó éve                                                                                       | i. e. 1                               | 10 000 EK              |
| A Krisztus utáni kor első éve                                                                                          | i. sz. 1                              | 10 001 EK              |
| Jézus keresztrefeszítésének feltételezett éve                                                                          | i. sz. 30                             | 10 030 EK              |
| A Népvándorláskor kezdete, mely a Római Birodalom pusztulásához vezet                                                  | i. sz. 300–476                        | 10 300–10 476 EK       |
| Nagy Konstantin császár felveszi a kereszténységet.                                                                    | i. sz. 312                            | 10 312 EK              |
| A Milánói ediktum engedélyezi a kereszténységet a Római Birodalomban                                                   | i. sz. 313                            | 10 313 EK              |
| Mohamed halála, a muzulmán hódítások kezdete                                                                           | i. sz. 632                            | 10 632 EK              |
| A muzulmánok, az Omajjád Kalifátus alatt, elérik az Ibériai-félszigetet.                                               | i. sz. 711                            | 10 711 EK              |
| Magyarok honfoglalása a Kárpát-medencében                                                                              | i. sz. 895 körül                      | 10 895 EK körül        |
| Nagy-Zimbabwe alapítása                                                                                                | i. sz. 1000 körül                     | 11 000 EK körül        |
| Az arab számok Európába jutnak                                                                                         | i. sz. 1202                           | 11 202 EK              |
| I. Oszmán megalapítja az Oszmán Birodalmat                                                                             | i. sz. 1299                           | 11 299 EK              |
| A Fekete halál megtizedeli Ázsia és Európa népét                                                                       | i. sz. 1340-es évek                   | 11 340 EK              |
| II. Mehmed elfoglalja Konstantinápolyt.                                                                                | i. sz. 1453                           | 11 453 EK              |
| II. Mehmed vereséget szenved Nándorfehérvár ostrománál.                                                                | i. sz. 1456                           | 11 456 EK              |
| Amerika felfedezése | i. sz. 1492                           | 11 492 EK              |
| Vasco da Gama eljut Indiáig, megkerülve az Afrikai kontinenst.                                                         | i. sz. 1498                           | 11 498 EK              |
| Mohácsi csata | i. sz. 1526. augusztus 29.            | 11 526 EK              |
| Az Inka Birodalom pusztulása                                                                                           | i. sz. 1572                           | 11 572 EK              |
| Az Amerikai függetlenségi háború kezdete                                                                               | i. sz. 1776                           | 11 776 EK              |
| Francia forradalom kezdete                                                                                             | i. sz. 1789. július 14.               | 11 789 EK              |
| Az Ipari forradalom kezdete                                                                                            | i. sz. 1850 körül                     | 11 850 EK körül        |
| Első világháború | i. sz. 1914–18                        | 11 914–18 EK           |
| Második világháború | i. sz. 1939–45                        | 11 939–45 EK           |
| Az ENSZ létrehozása | i. sz. 1945                           | 11 945 EK              |
| Szputnyik–1, az emberiség első műholdja a világűrbe jut                                                                | i. sz. 1957                           | 11 957 EK              |
| Jurij Gagarin az első ember az űrben                                                                                   | i. sz. 1961                           | 11 961 EK              |
| Apollo–11, az első leszállás a Holdra                                                                                  | i. sz. 1969                           | 11 969 EK              |
| A Humán Genom Projekt befejezése                                                                                       | i. sz. 2003                           | 12 003 EK              |
| Jelenlegi év | i. sz. 2025                           | 12 025 EK              |